# Lâu đài Taródi

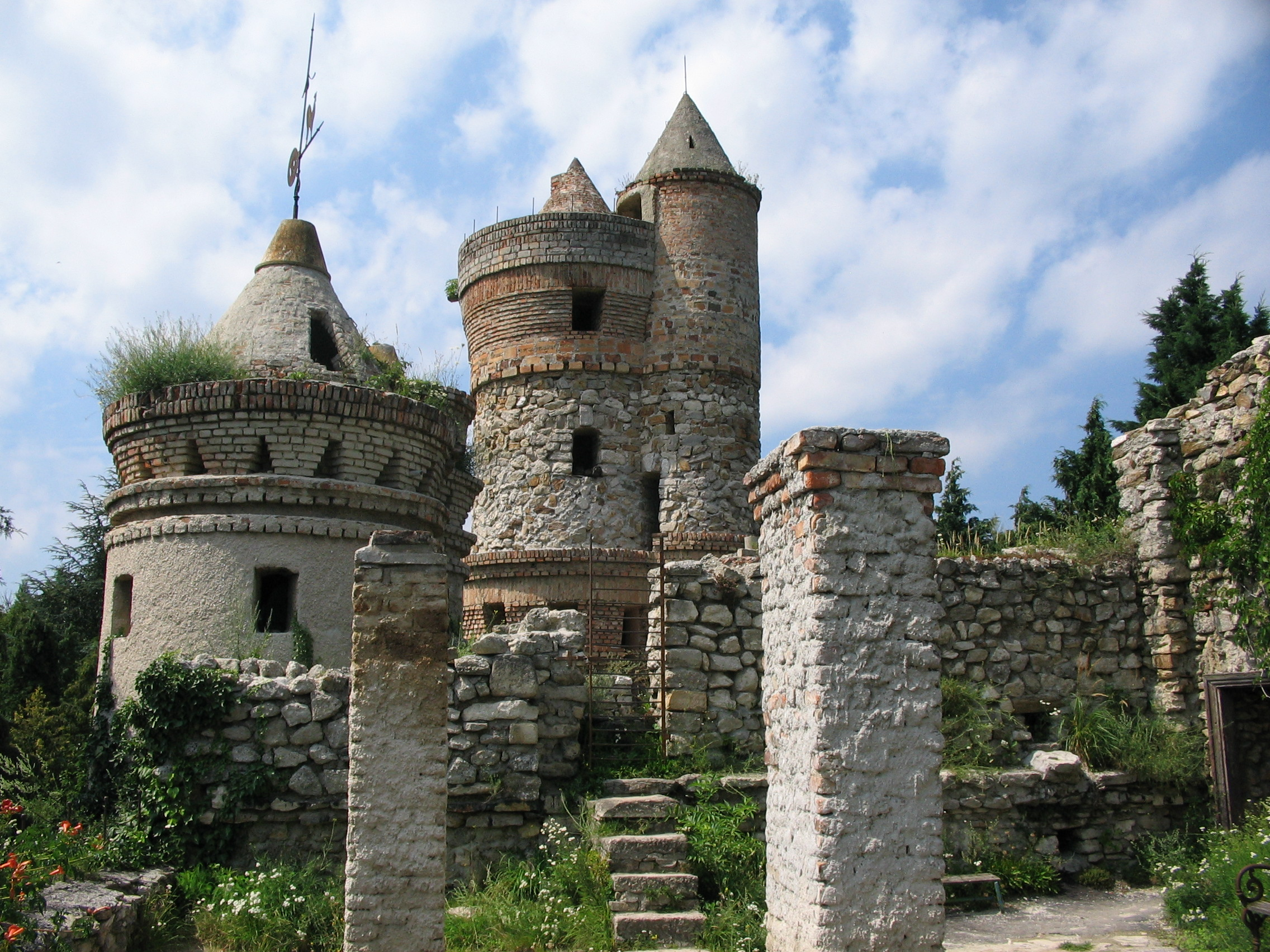
Lâu đài Taródi, Sopron (Hungary)

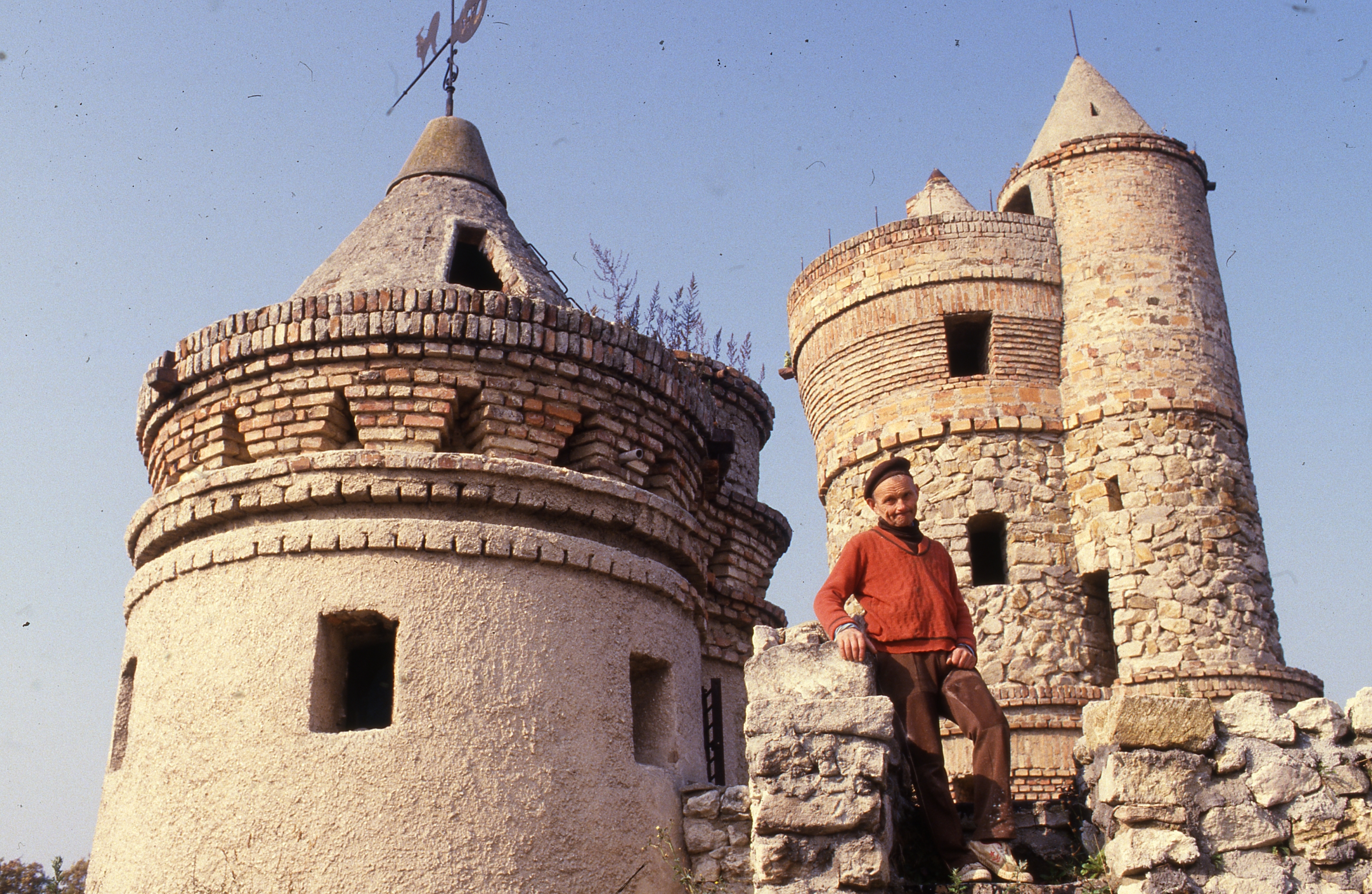
Chủ nhân kiến tạo lâu đài - István Taródi (1925 - 2010)

Lâu đài Taródi (tiếng Hungary: Taródi-vár) là một trong những lâu đài nổi tiếng ở thành phố Sopron, Hungary. Lâu đài bằng đá này được István Taródi (1925-2010) một mình xây dựng trong khoảng 50 năm cuộc đời. Công trình này là hiện thân của sự kiên trì và lòng can đảm, dám hiện thực hóa ước mơ của người kiến tạo. Vì vậy, dân gian thường gọi đây là Lâu đài của kẻ ngốc (Bolondvár). Hiện nay, con cháu của István Taródi đang quản lý lâu đài này và quảng bá nơi đây trở thành một trong những điểm tham quan thú vị nhất ở Sopron.

## Lịch sử
István Taródi (1925 - 2010) đã đi du lịch khắp đất nước bằng xe đạp và thường đi bộ trong khi ngắm nhìn các lâu đài thời Trung cổ. Lâu đài đầu tiên bằng gỗ được Taródi xây dựng trên mảnh đất của cha mẹ ông vào năm 1945. Năm 1951, ông mua được một lô đất để xây dựng lâu đài bằng đá (lâu đài hiện nay). Vào mùa thu năm 1959, Taródi bắt tay vào công việc xây dựng lâu đài này một mình. Đôi khi, con trai ông cũng phụ giúp một số công tác xây dựng. Nhờ vào sự kiên trì, Taródi đã không ngừng thi công và tiếp tục xây dựng lâu đài cho đến khi ông qua đời vào năm 2010. Theo ước tính, hơn 200 toa xe đá gneis và gạch đã được sử dụng cho công trình này. Tổng diện tích sàn của lâu đài là 4300 m². Tòa tháp cao nhất trong khuôn viên lâu đài cao khoảng 20 mét và có cầu thang hình xoắn ốc. Ngoài ra, lâu đài Taródi cũng sở hữu những đặc điểm tiêu biểu khác của một lâu đài truyền thống.